# Trockendock Elbe 17

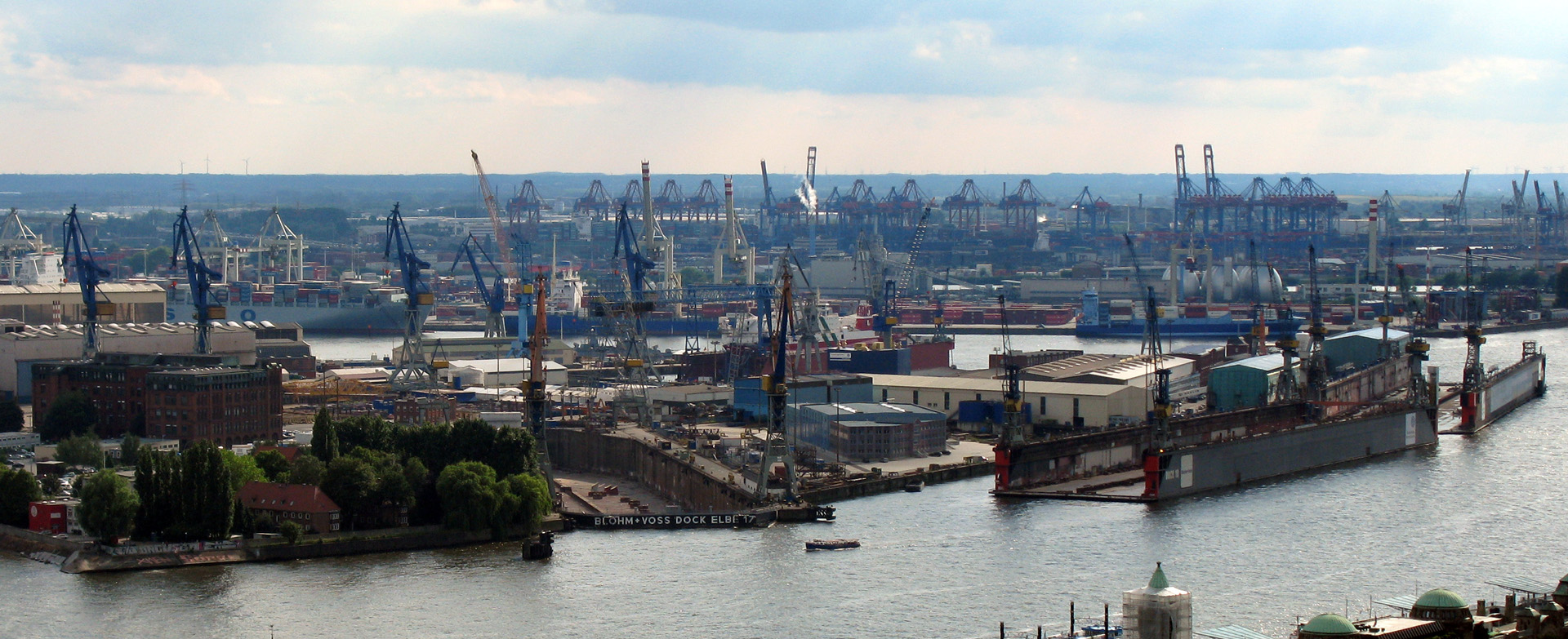
Werftgelände Blohm + Voss (2009)

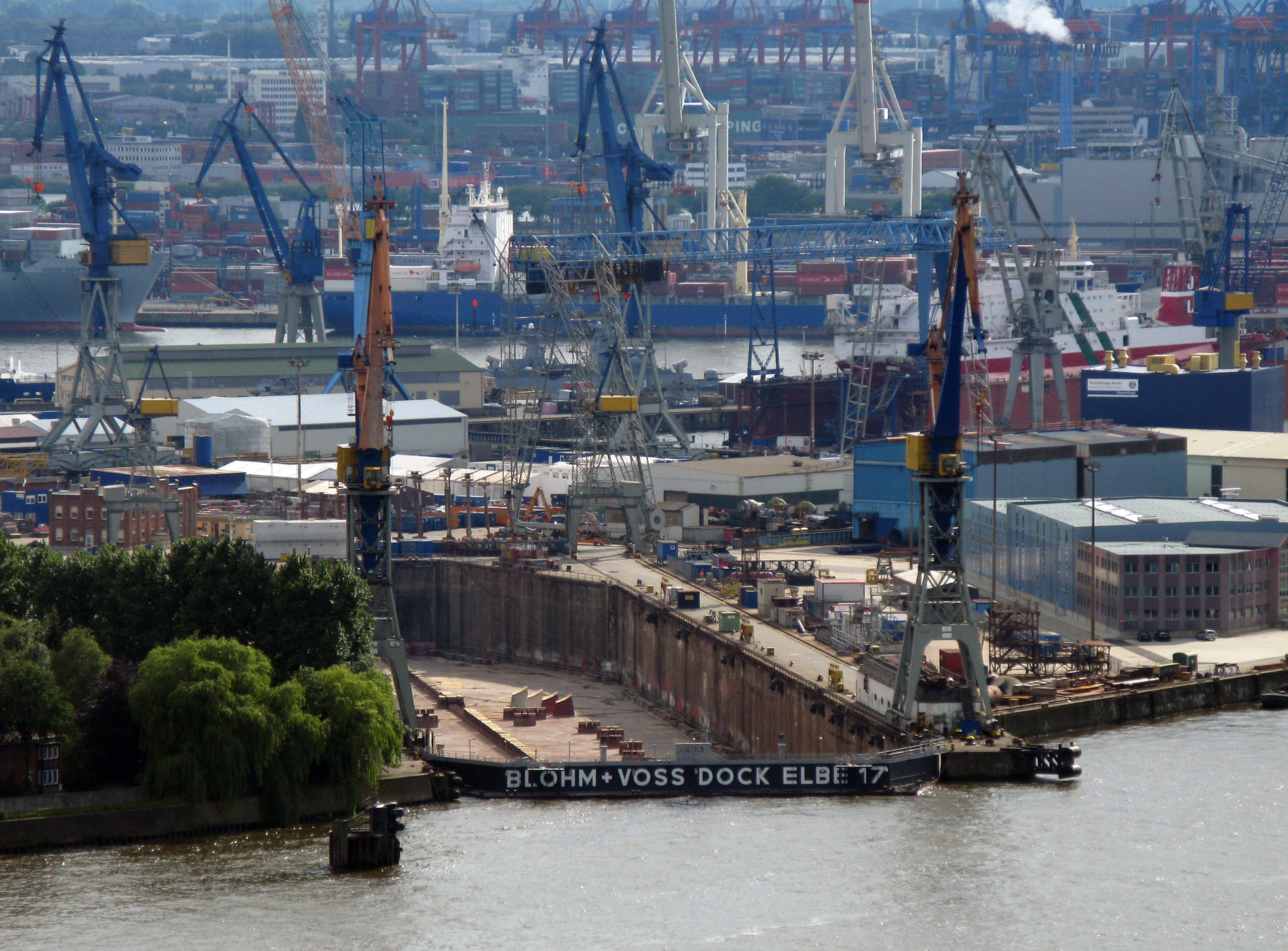
Unbelegtes Trockendock

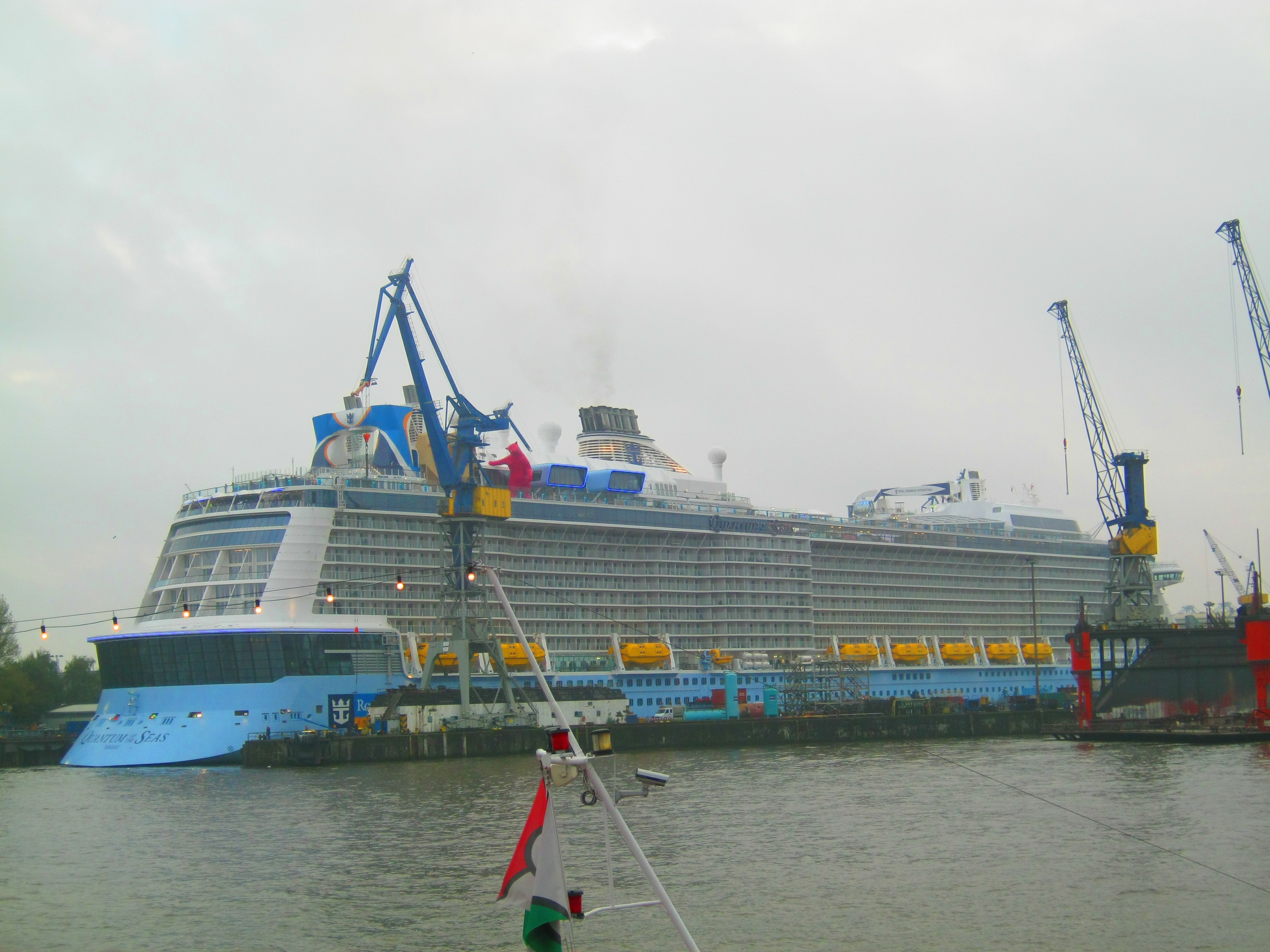
Quantum of the Seas beim Eindocken (2014)

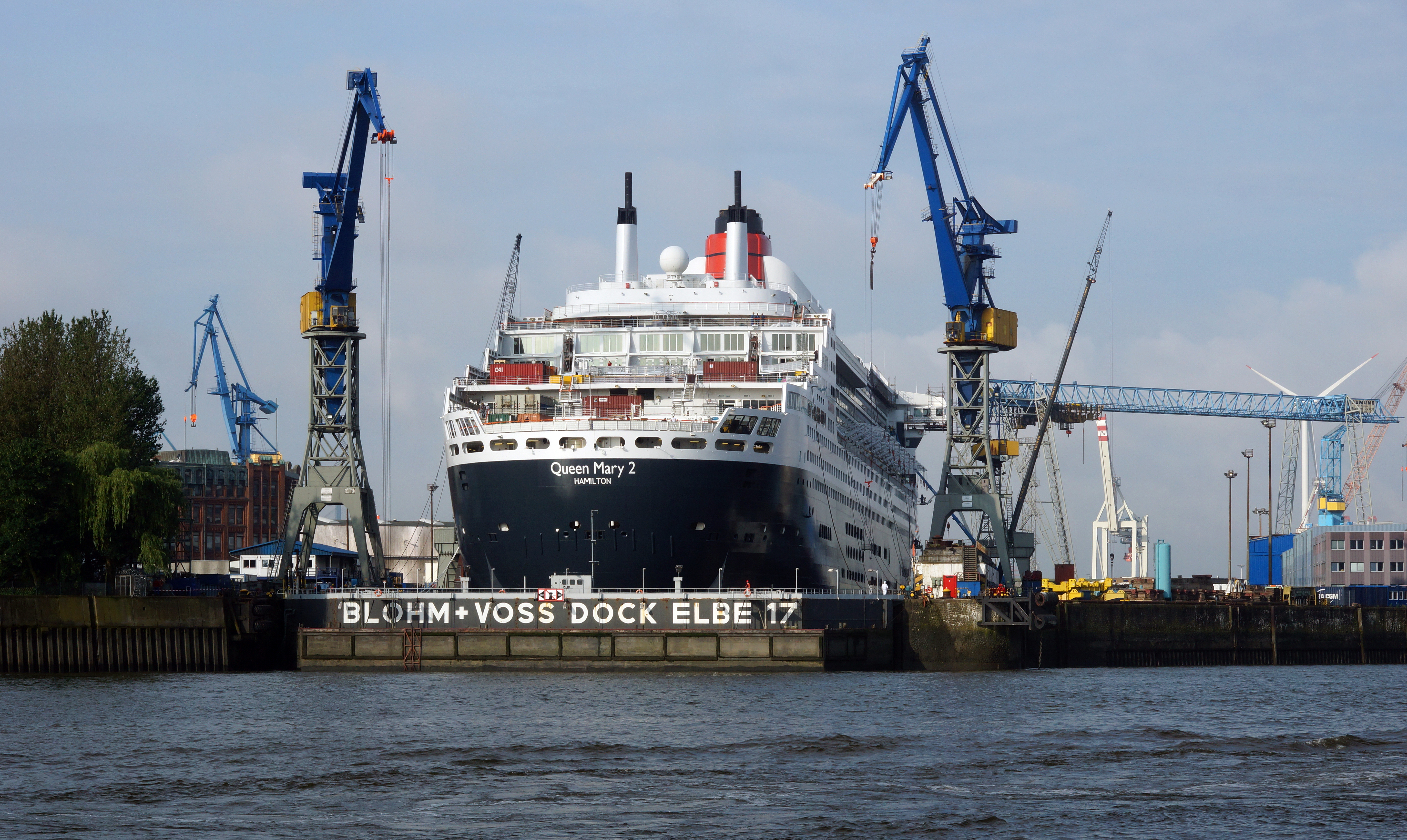
Queen Mary 2 (2016)

Das Trockendock Elbe 17 ist eines der größten Trockendocks Europas. Es liegt auf dem Gelände der Werft Blohm + Voss im Hamburger Hafen gegenüber den Landungsbrücken. Es wird im Wesentlichen für die Reparatur von Schiffen eingesetzt – nach Übernahme von Blohm + Voss durch die Lürssen-Werftengruppe vermehrt Kreuzfahrtschiffe. Das Dock ist jedoch auch für den Neubau geeignet.

## Technische Daten
| Kenngröße             | Daten                              |
| --------------------- | ---------------------------------- |
| Länge                 | 351,2 m                            |
| Breite                | 59,2 m                             |
| Tiefgang              | 9,7 m                              |
| Volumen               | 240.000 m³                         |
| Pumpenleistung        | 3 × 11.000 m³/h, Total 33.000 m³/h |
| Maximale Schiffsgröße | 320.000 dwt                        |
| Kräne                 | 2 × 10 t; 2 × 50 t                 |

## Geschichte
Im Mai 1938 erteilte das Oberkommando der Marine (OKM) den Bauauftrag für ein Trockendock von 351 m Länge, 59 m Breite und einer Wassermenge von 240.000 m³, das drei Pumpen mit einer Leistung von je 11.000 m³ pro Stunde leeren konnten. Geplant war es als Bau- und Reparaturdock für die 62.496 t großen Schlachtschiffe der H-Klasse (Z-Plan), die eine Länge von 277,8 m und eine Breite von 37,2 m aufgewiesen hätten. Um eine Setzung durch das enorme Gewicht der Schiffe zu vermeiden, wurde die Bodenplatte des Trockendocks aus 9 m starkem Stahlbeton hergestellt. Obwohl der Großschiffbau und der Z-Plan zu Kriegsbeginn im September 1939 verworfen wurden, stellte man bis 1942 das Dock trotz der hohen Kosten fertig. Es wurde jedoch nicht mehr als Baudock genutzt. Im Krieg dienten seine Betonmauern und darin eingelassene Hohlräume zugleich als Luftschutzbunker für die Belegschaft. Sie boten 6000 Schutzsuchenden Platz.
Errichtet wurde es teils auf dem Werftgelände von Blohm & Voss, teils auf dem Areal der ehemaligen Werft von Janssen & Schmilinsky. Gebaut wurde es von der Firma Dyckerhoff & Widmann KG aus München. Bezahlt wurde es vom Reichsfinanzministerium. Blohm & Voss hatte als Treuhänder die Bauarbeiten auszuführen und das Dock betriebsbereit zu machen, im Nutzungsfalle auch zu verwalten und zu bewirtschaften. Eigentümer war weiterhin das Deutsche Reich.
Nach Kriegsende wurde das Sperrtor abgebaut und das Dock als Hafenbecken verwendet. Gegen den Befehl der britischen Besatzungsmacht, das Dock im Januar 1950 zu sprengen, lief die öffentliche Meinung Sturm, zumal bei den Detonationen auch der kaum 150 Meter entfernt gelegene Alte Elbtunnel hätte in Mitleidenschaft gezogen werden können. Am Tage der vorgesehenen Sprengung versammelten sich Tausende von Menschen auf den St.-Pauli-Landungsbrücken, entlang der Hafenstraße, auf dem Stintfang und auf Steinwerder, um gegen die Maßnahme nachdrücklich zu protestieren. In letzter Minute wurde die Sprengung aufgeschoben und schließlich bald darauf der Befehl aufgehoben.
Mit einem Kostenaufwand von 6 Millionen DM ließ der Industrielle Willy Schlieker das Dock reparieren und am 2. Juni 1959 wiedereröffnen. Erst nach Fertigstellung eines neuen Docktores konnte am 12. Dezember 1967 der 190.000 t Tanker Myrina als erstes wieder ins Trockendock.
Die fünf größten Schiffe, die jemals eindockten, waren die drei baugleichen Kreuzfahrtschiffe Quantum of the Seas (348 m lang, 41,4 m breit; 23.–25. Oktober 2014), Anthem of the Seas (23.–26. März 2015) und Ovation of the Seas (im März und April 2016), die Norwegian Escape und die Independence of the Seas.

Eindocken der Queen Elizabeth in Trockendock Elbe 17 bei Blohm & Voss – 16. Mai 2014
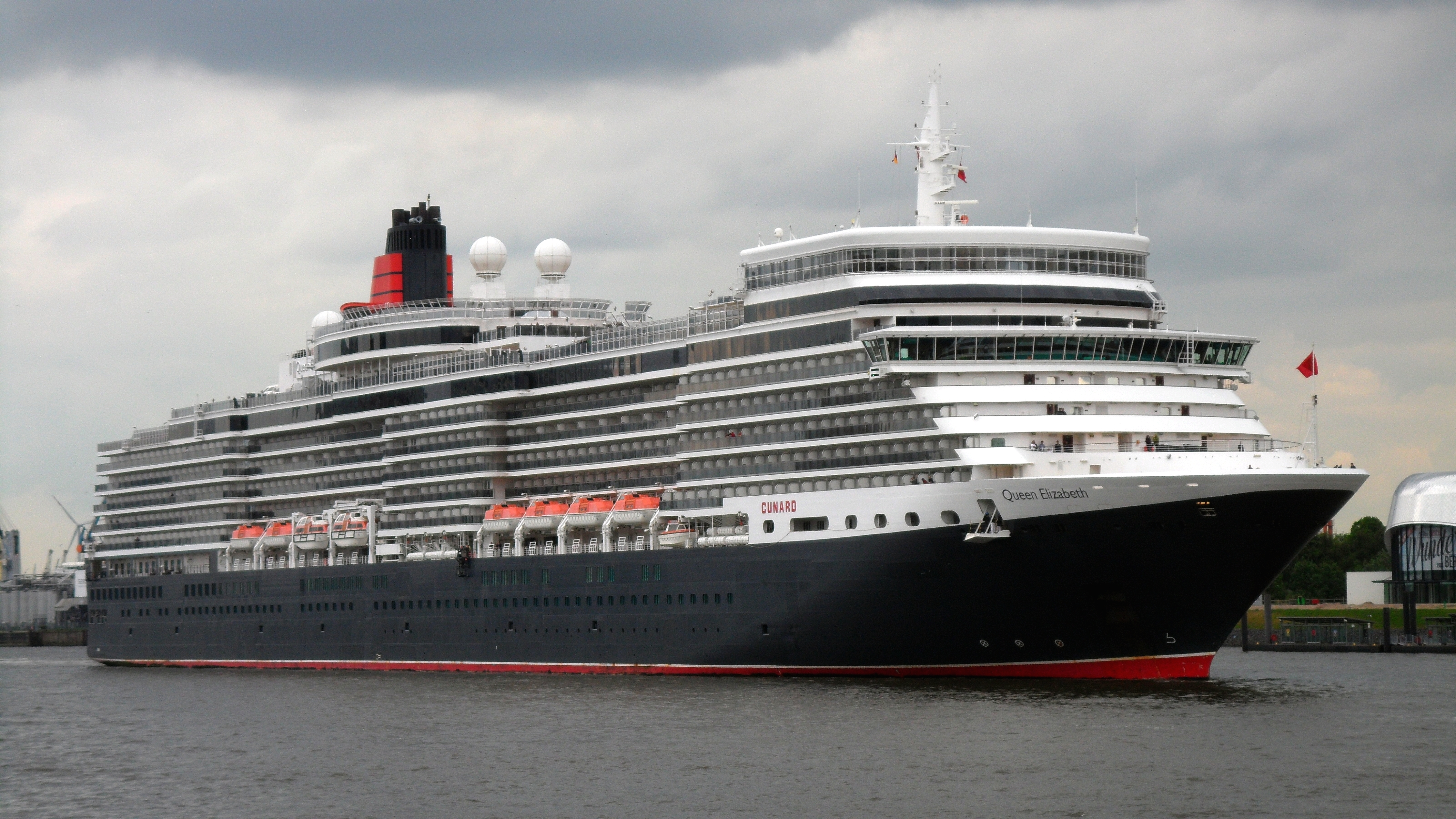
Der Cunard Liner Queen Elizabeth läuft in den Hamburger Hafen ein
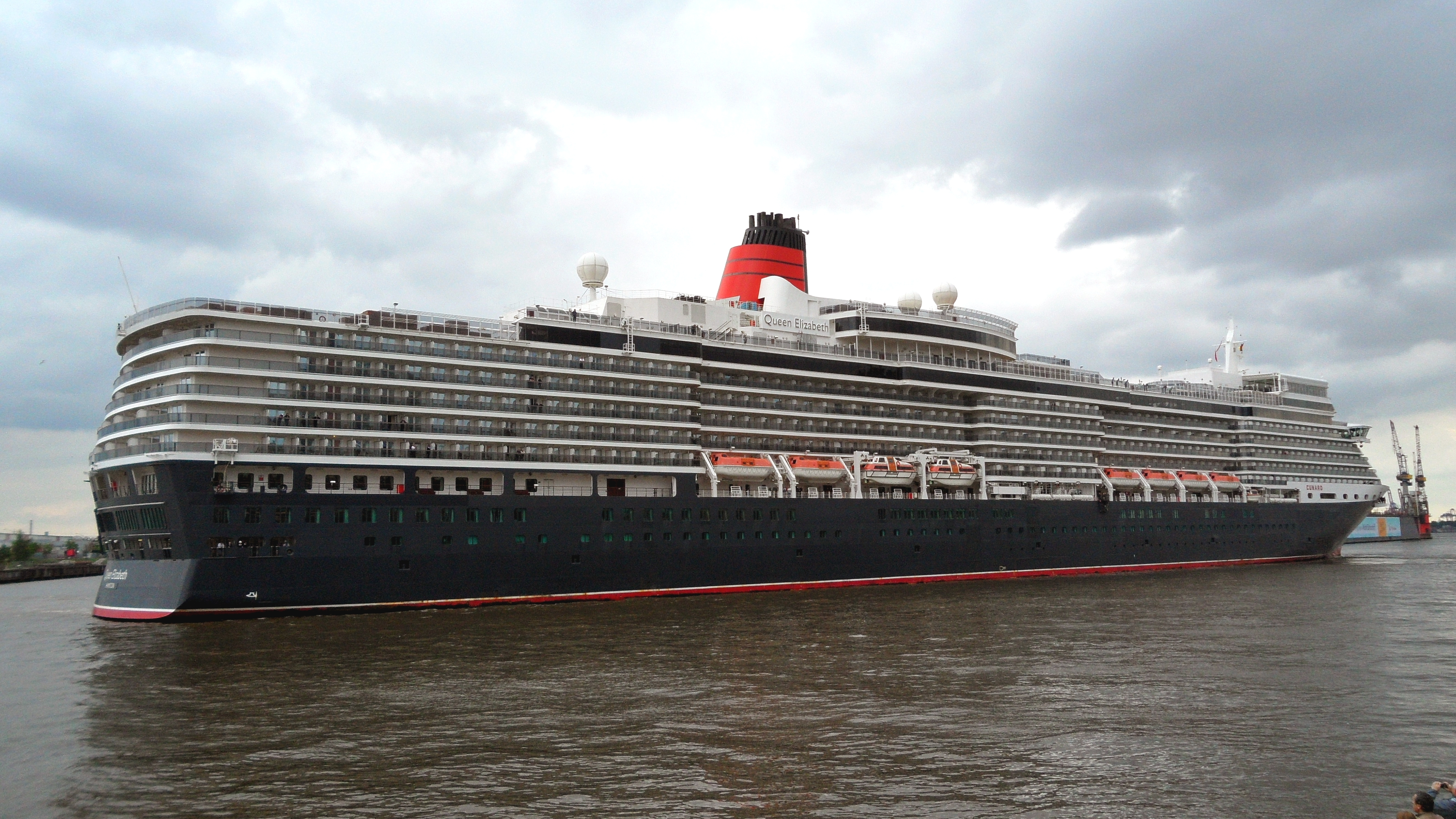
Das Schiff wendet bei Flut ohne Schlepperhilfe, das Dock von Blohm & Voss liegt jetzt voraus
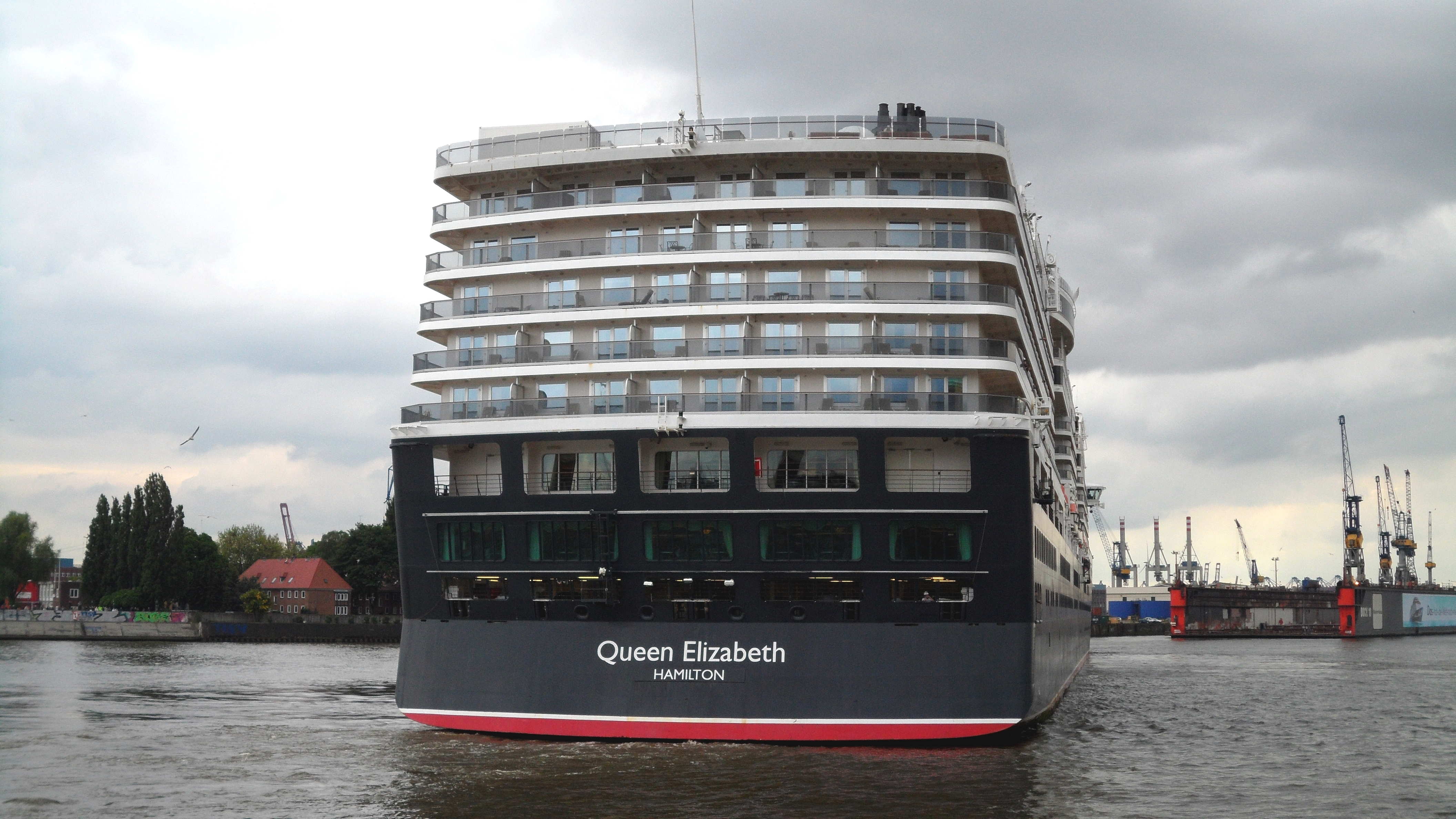
Die Hafenlotsen navigieren das Schiff mit Hilfe von Azipod-Antrieb und Bugstrahlruder in die korrekte Eindockposition
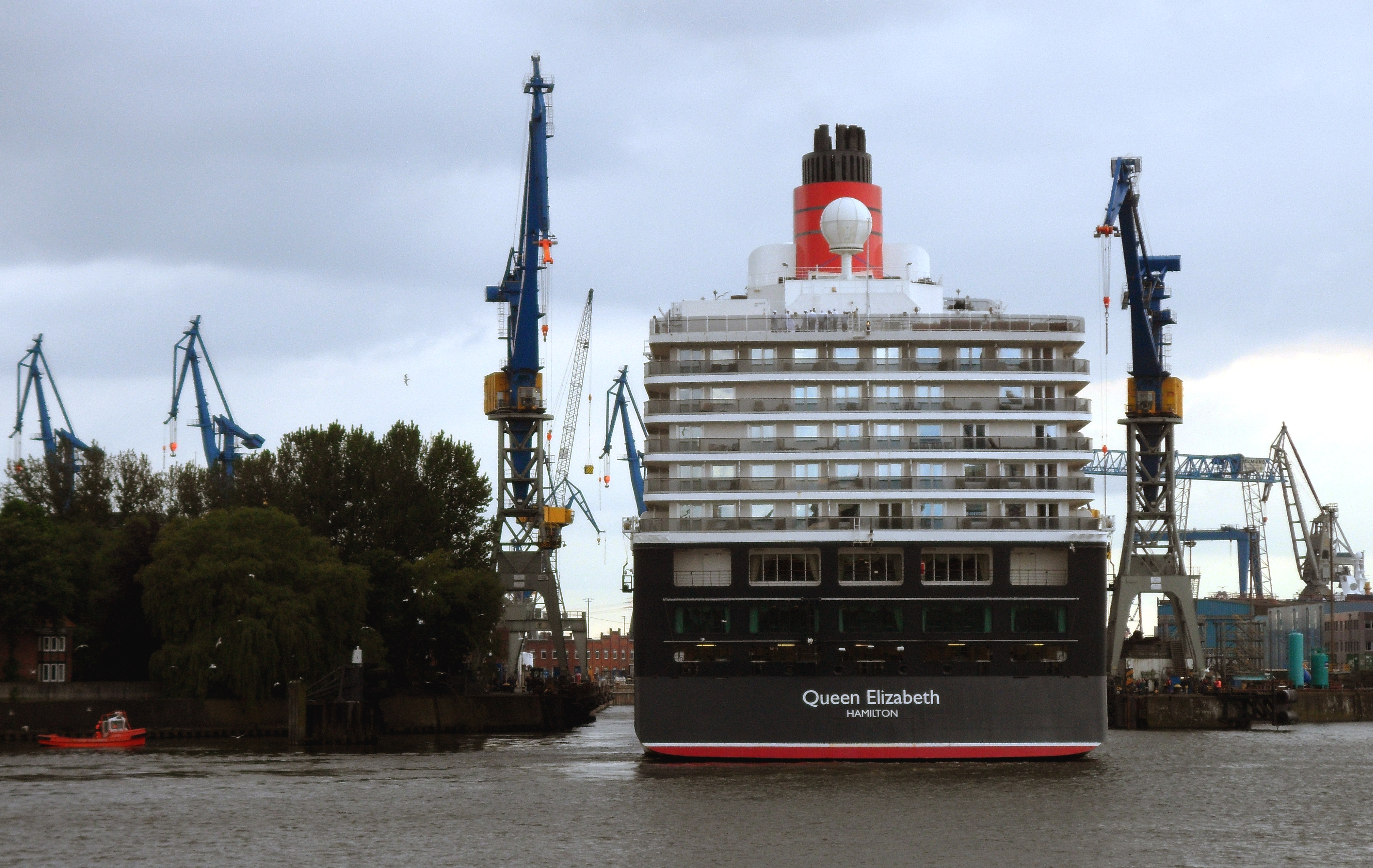
Das Schiff in korrekter Mittelposition kann in das geflutete Dock einlaufen
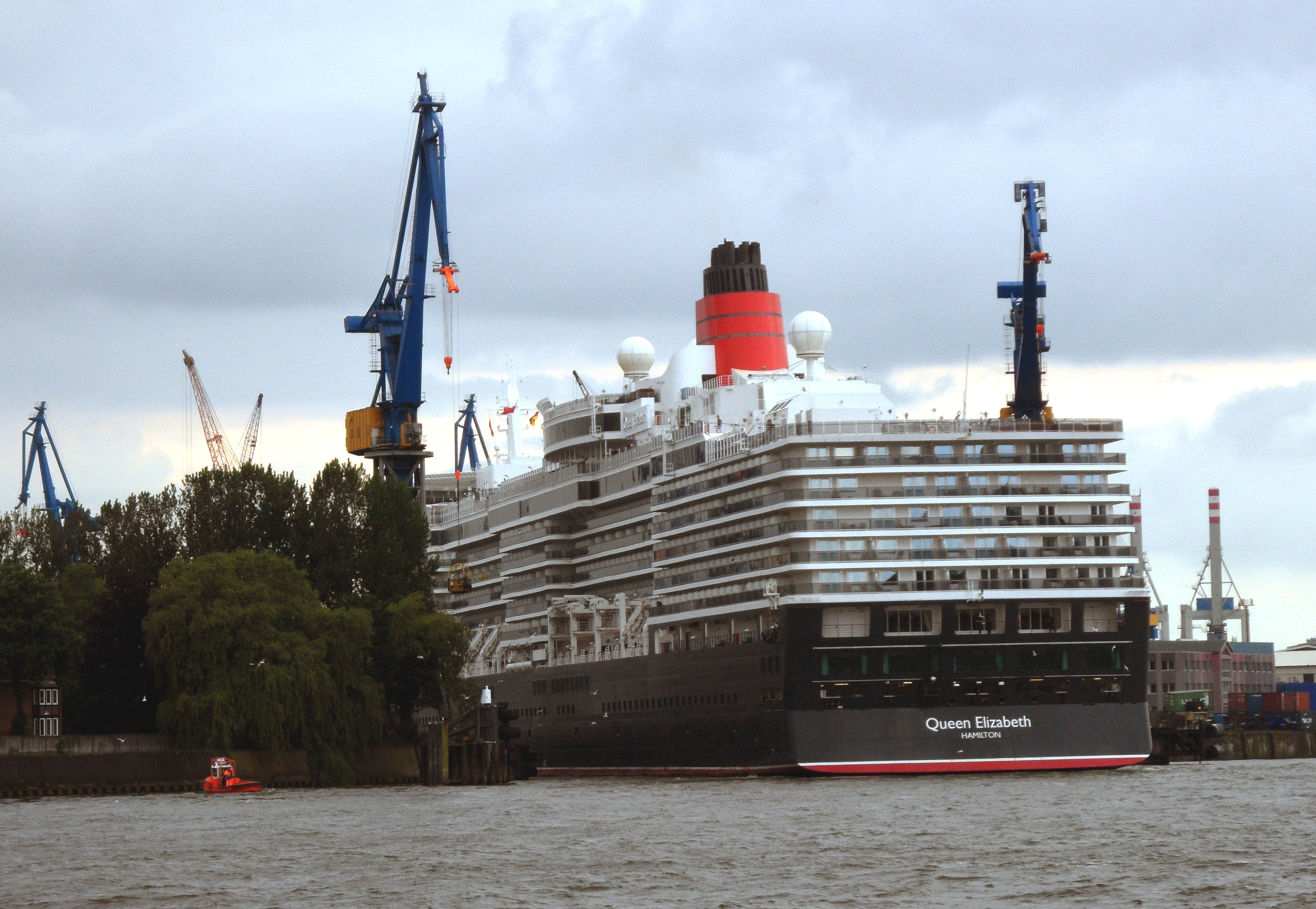
Die Queen Elizabeth schwimmt langsam in das Dock
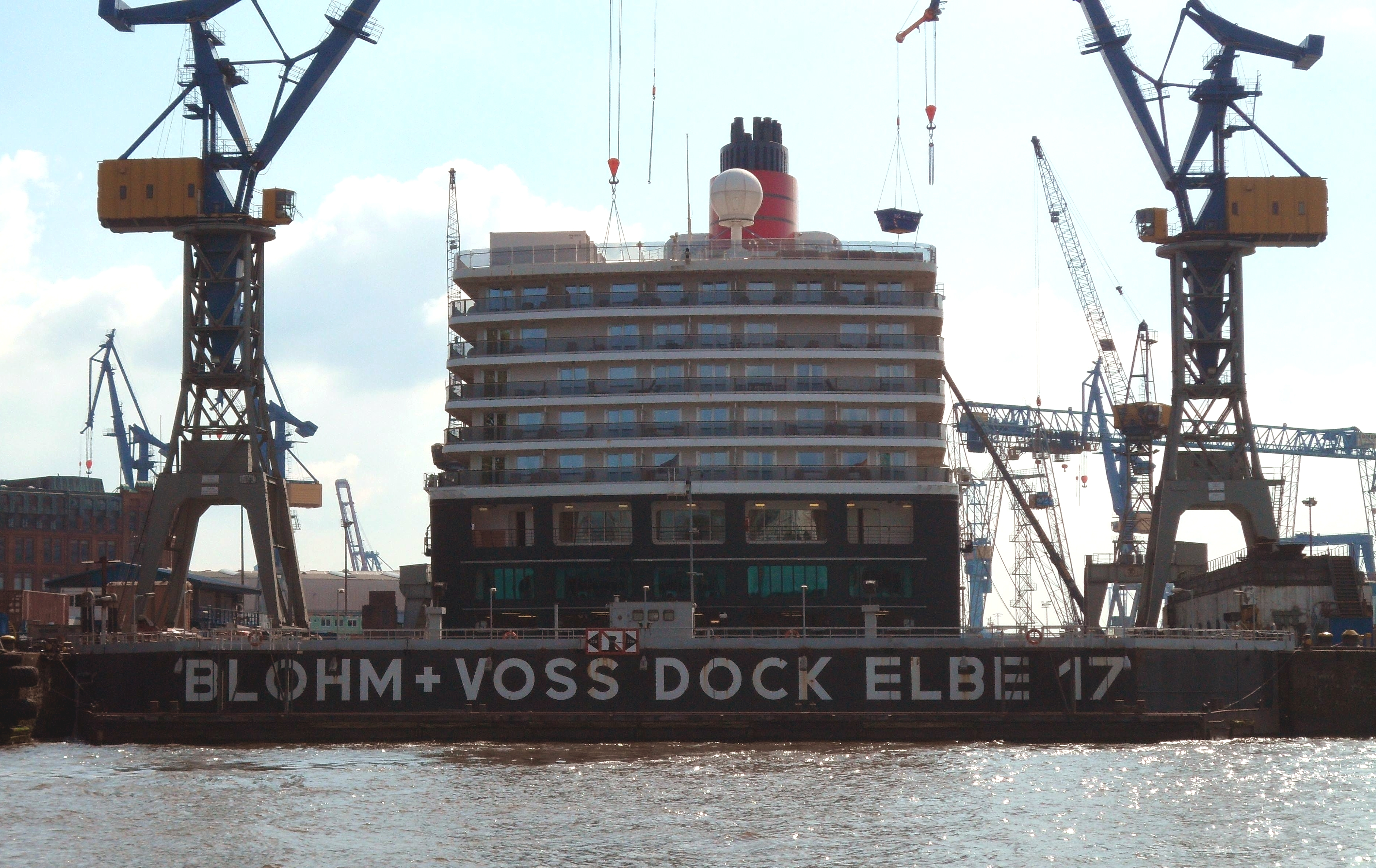
Das Tor von Dock Elbe 17 ist geschlossen. Die Wartungs- und Reparaturarbeiten haben begonnen